# Phường 5, Tân Bình
Phường 5 là một phường thuộc quận Tân Bình, Thành phố Hồ Chí Minh, Việt Nam.
Phường 5 có diện tích 0,31 km², dân số năm 2021 là 16.647 người,  mật độ dân số đạt 53.700 người/km².